# Денис Колодин
Денис Алексејевич Колодин (рус. Денис Алексеевич Колодин; Камјушин, 11. јануар 1982) јесте руски фудбалски тренер и бивши централни дефанзивац. Позван је у репрезентацију Русије за УЕФА Еуро 2008. у Аустрији и Швајцарској.
Током своје каријере, Колодин је играо за бројне руске клубове. Каријеру је започео у ФК Олимпија Волгоград где је остао две године, постигавши импресивних четрнаест голова у 66 наступа. Године 1996. Олимпија је освојила ДФЛ  и почела да игра у националном аматерском првенству са скоро истом поставом. На аматерском нивоу, Олимпија се такође није дуго задржала - већ у другој години Волгограђани су добили право да се такмиче у другој лиги ПФЛ. После чега је прешао у ФК Уралан 2003. године. За клуб је одиграо 44 утакмице и постигао три гола. Године 2004. отишао је у Криља Советов, одигравши 39 наступа и постигао два гола.
Прешао је у један од већих руских клубова, Динамо Москва 2005. године, и тамо је имао успеха, одигравши 130 наступа и успут постигао петнаест голова (од 22. маја 2012).

### Репрезентација
Колодин је први међународни позив за репрезентацију Русије добио 2004. године. Од 21. јуна 2008 . године одиграо је тринаест наступа за национални тим .

#### Евро 2008
Колодин је добио прилику да наступи на свом првом великом међународном турниру на Еуру 2008. Играо је у сва три меча руске групе Д, против Шпаније, Шведске и Грчке. У четвртфиналу против Холандије добио је жути картон средином другог полувремена, а затим је добио други жути у последњем минуту, што значи црвени картон. Међутим, судија је преиначио своју одлуку након консултације са својим помоћником на основу тога да је лопта отишла ван игре пре него што је Колодин извео меч. Ово је била контроверзна одлука о којој се много расправљало у то време. Русија је у продужецима победила резултатом 3–1.
| Клуб                  | Дивизија     | Сезона       | Лига    | Лига   | Куп     | Куп    | Европа  | Европа | Укупно  | Укупно |
| Клуб                  | Дивизија     | Сезона       | Наступи | Голови | Наступи | Голови | Наступи | Голови | Наступи | Голови |
| --------------------- | ------------ | ------------ | ------- | ------ | ------- | ------ | ------- | ------ | ------- | ------ |
| Олимпија Волгоград    | D3           | 2000         | 34      | 7      | —       | —      | —       | —      | 34      | 7      |
| Олимпија Волгоград    | D3           | 2001         | 32      | 7      | 2       | 0      | —       | —      | 34      | 7      |
| Олимпија Волгоград    | Total        | Total        | 66      | 14     | 2       | 0      | 0       | 0      | 68      | 14     |
| Уралан Елиста         | D1           | 2002         | 22      | 1      | 2       | 0      | —       | —      | 24      | 1      |
| Уралан Елиста         | D1           | 2003         | 22      | 2      | 2       | 0      | —       | —      | 24      | 2      |
| Уралан Елиста         | Total        | Total        | 44      | 3      | 4       | 0      | 0       | 0      | 48      | 3      |
| ФК Крила Совјетов     | D1           | 2004         | 25      | 1      | 6       | 0      | —       | —      | 31      | 1      |
| ФК Крила Совјетов     | D1           | 2005         | 14      | 1      | 4       | 1      | —       | —      | 18      | 2      |
| ФК Крила Совјетов     | Total        | Total        | 39      | 2      | 10      | 1      | 0       | 0      | 49      | 3      |
| ФК Динамо Москва      | D1           | 2005         | 13      | 1      | 1       | 0      | —       | —      | 14      | 1      |
| ФК Динамо Москва      | D1           | 2006         | 27      | 1      | 5       | 1      | —       | —      | 32      | 2      |
| ФК Динамо Москва      | D1           | 2007         | 27      | 9      | 5       | 1      | —       | —      | 32      | 10     |
| ФК Динамо Москва      | D1           | 2008         | 22      | 1      | 1       | 0      | —       | —      | 23      | 1      |
| ФК Динамо Москва      | D1           | 2009         | 23      | 2      | 3       | 0      | 4       | 0      | 30      | 2      |
| ФК Динамо Москва      | D1           | 2010         | 15      | 1      | 1       | 0      | —       | —      | 16      | 1      |
| ФК Динамо Москва      | D1           | 2011–12      | 3       | 0      | 0       | 0      | —       | —      | 3       | 0      |
| ФК Динамо Москва      | Total        | Total        | 130     | 15     | 16      | 2      | 4       | 0      | 150     | 17     |
| ФК Ростов (позајмица) | D1           | 2011–12      | 10      | 0      | 1       | 0      | —       | —      | 11      | 0      |
| Career total          | Career total | Career total | 289     | 34     | 33      | 3      | 4       | 0      | 326     | 37     |

### Интернационално
| репрезентација Русије | репрезентација Русије | репрезентација Русије |
| Година                | Аппс                  | Голови                |
| --------------------- | --------------------- | --------------------- |
| 2004                  | 2                     | 0                     |
| 2005                  | 2                     | 0                     |
| 2006                  | 2                     | 0                     |
| 2007                  | 4                     | 0                     |
| 2008                  | 9                     | 0                     |
| 2009                  | 2                     | 0                     |
| 2010                  | 2                     | 0                     |
| Укупно                | 23                    | 0                     |

## Почасти

### Интернационално
Русија
- Освајач бронзане медаље на Европском првенству УЕФА : 2008. [1] [2] [3]